# محمد فاضل ولد عبد اللطيف
محمد فاضل ولد عبد اللطيف شاعر شاب تنتمي تجربته الشعرية لتجربة جيل الألفية الجديدة، وهو شاعر موريتاني من مواليد مكة المكرمة سنة 1973، ولديه ديوانان مطبوعان (أبجديات أخرى) 1995 و(قواف وأصداء) 2006. ولهرواية تحت الطبع بعنوان (ورود قانية).
في عام 2013 حصل على جائزة الشارقة للابداع العربي عن رواية ت«يرانجا» التي تعالج قضايا عرقية في موريتانيا.
صدرت روايته تيرانحا عن دائرة الثقافة والاعلام بالشارقة أبريل 2013.

## مصدر المعلومات
- الموسوعة العالمية للشعر